# Pușcă cu acțiune la pompă

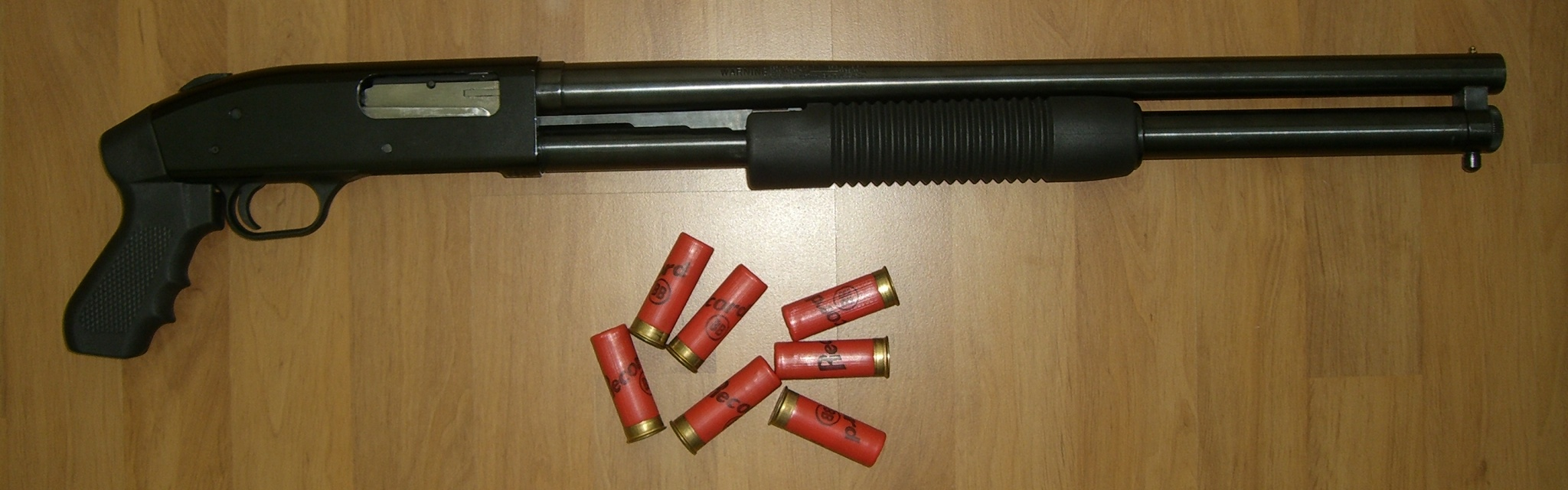
Un Mossberg 500 calibru 12 cu acțiune la pompă și cu mâner de pistol.

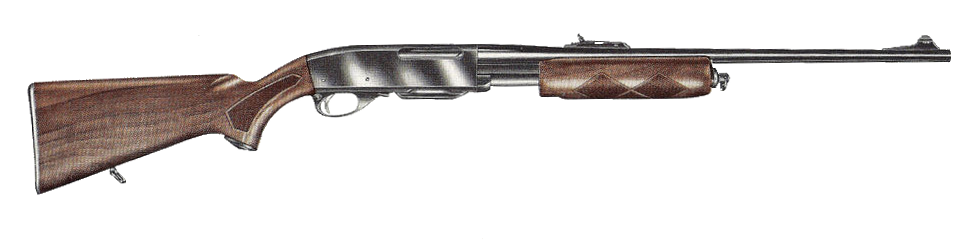
Un Remington Model 760 .30-06 Springfield.

O pușcă cu acțiune la pompă este un tip de pușcă de vânătoare, aproape întotdeauna cu țeava lisă, care utilizează un mecanism numit "sistem de alunecare" (sau pompare) pentru a încărca un nou cartuș.
Pentru a activa mecanismul de resetare, a scoate cartușul deja explodat și a introduce noua muniție mânerul din față trebuie din tras înapoi. Unele modele particulare, cum ar fi Rys-K-ul rusesc produs de KBP instruments și Neostead-ul produs de Truvelo, funcționează cu o așa-numită pompă inversată, deoarece mișcarea de rearmare se face împingând mânerul spre față. Acest tip de armă este mult mai rapid decât o pușcă tip bolt-action și de asemenea decât una cu levier, deoarece nu necesită scoaterea mâinii utilizatorului de pe trăgaci în timpul reîncărcării.

## Istoria
Primul brevet unei puști cu acțiune la pompă a fost eliberat lui Alexander Bain în Marea Britanie în anul 1854. 
Modelele mai vechi acestui tip de pușcă sunt adesea mai rapide decât cele semi-automate moderne, deoarece de cele mai multe ori nu siguranța și sunt capabile să tragă o nouă rundă odată ce arma a fost ciclată, cu trăgaciul ținut în mod continuu. Această tehnică este cunoscută sub numele englez "slamfire" și a fost adesea folosită cu M1897-ul în luptele de tranșee al primului război mondial.
Modelele moderne de puști cu acțiune la pompă sunt un pic mai lente decât puștile de vânătoare semi-automate, dar cele cu acțiune la pompă pot trage o gamă mai mare de muniții, permițând utilizatorului să amestece diferite tipuri de cartușe. În schimb puștile automate trebuie să fie încărcate cu muniții puternice pentru a circula în mod fiabil. Puștile cu acțiune la pompă n-au această limitare. În plus, la fel ca toate armele de acționare manuală, puștile cu acțiune la pompă sunt mai fiabile decât armele semi-automate în condiții nefavorabile, cum ar fi expunerea la murdărie, nisip sau la factorii climatici. Astfel, până în perioada recentă, puștile de vânătoare utilizate de militari erau aproape exclusiv cu acționare la pompă.